# Arquidiócesis de Lille
La arquidiócesis de Lille o de Lila (en latín: Archidioecesis Insulensis y en francés: Archidiocèse de Lille) es una circunscripción eclesiástica de la Iglesia católica en Francia. Se trata de una arquidiócesis latina, sede metropolitana de la provincia eclesiástica de Lille. Desde el 1 de abril de 2023 su arzobispo es Laurent Le Boulc'h.

## Territorio y organización
La arquidiócesis tiene 2288 km² y extiende su jurisdicción sobre los fieles católicos de rito latino residentes en los distritos de Lille y de Dunkerque del departamento Norte de la región de Alta Francia.
La sede de la arquidiócesis se encuentra en la ciudad de Lille (o Lila), en donde se halla la Catedral de Nuestra Señora de la Treille.
La arquidiócesis tiene como sufragáneas a la arquidiócesis de Cambrai y a la diócesis de Arrás.
En 2021 en la arquidiócesis existían 106 parroquias agrupadas en 14 decanatos: litorale ovest di Dunkerque, litorale est di Dunkerque, Moulins de Flandre, Coeur de Flandre, Lys e Deûle, Hauts de Lys, Tourcoing - Neuville, Roubaix, Le Baroeul, Rives de la Deûle, Lilla, Haubourdin - Weppes, Mélantois, Pévèle - Carembault.

## Historia
La diócesis fue erigida el 25 de octubre de 1913 mediante la bula Consistoriali decreto del papa Pío X, obteniendo el territorio de la arquidiócesis de Cambrai. Este territorio, hasta 1801, había pertenecido a cuatro diócesis diferentes: Tournai, Arrás, Saint-Omer e Ypres. Originalmente fue sufragánea de la arquidiócesis de Cambrai.
El 29 de marzo de 2008 fue elevada al rango de arquidiócesis metropolitana con la bula In Gallia del papa Benedicto XVI.

## Estadísticas
Según el Anuario Pontificio 2022 la arquidiócesis tenía a fines de 2021 un total de 1 131 415 fieles bautizados.
| Año                                                                             | Población            | Población | Población      | Sacerdotes | Sacerdotes    | Sacerdotes    | Bautizados por sacerdote | Diáconos permanentes | Religiosos | Religiosos | Parroquias |
| Año                                                                             | Bautizados católicos | Total     | % de católicos | Total      | Clero secular | Clero regular | Bautizados por sacerdote | Diáconos permanentes | Varones    | Mujeres    | Parroquias |
| ------------------------------------------------------------------------------- | -------------------- | --------- | -------------- | ---------- | ------------- | ------------- | ------------------------ | -------------------- | ---------- | ---------- | ---------- |
| 1950                                                                            | ?                    | 1 077 399 | ?              | 1750       | 1569          | 181           | ?                        |                      |            |            | 147        |
| 1970                                                                            | 1 250 000            | 1 410 674 | 88.6           | 1320       | 1096          | 224           | 946                      |                      | 224        | 2910       | 397        |
| 1980                                                                            | 1 310 000            | 1 500     | 87.3           | 1282       | 1062          | 220           | 1021                     | 5                    | 360        | 1983       | 396        |
| 1990                                                                            | 1 200 400            | 1 500     | 80.0           | 960        | 772           | 188           | 1250                     | 17                   | 314        | 1410       | 393        |
| 1999                                                                            | 804 230              | 1 527 950 | 52.6           | 704        | 566           | 138           | 1142                     | 41                   | 408        | 995        | 199        |
| 2000                                                                            | 820 000              | 1 557 877 | 52.6           | 713        | 569           | 144           | 1150                     | 43                   | 321        | 922        | 190        |
| 2001                                                                            | 1 050 000            | 1 557 877 | 67.4           | 721        | 585           | 136           | 1456                     | 47                   | 322        | 847        | 167        |
| 2002                                                                            | 1 050 000            | 1 558 000 | 67.4           | 660        | 532           | 128           | 1590                     | 54                   | 291        | 818        | 162        |
| 2003                                                                            | 1 060 000            | 1 558 000 | 68.0           | 637        | 516           | 121           | 1664                     | 55                   | 253        | 795        | 149        |
| 2004                                                                            | 1 060 000            | 1 558 000 | 68.0           | 624        | 498           | 126           | 1698                     | 52                   | 284        | 763        | 137        |
| 2013                                                                            | 1 090 000            | 1 647 000 | 66.2           | 438        | 350           | 88            | 2488                     | 74                   | 220        | 527        | 111        |
| 2016                                                                            | 1 103 617            | 1 594 516 | 69.2           | 393        | 310           | 83            | 2808                     | 87                   | 187        | 484        | 109        |
| 2019                                                                            | 1 135 000            | 1 647 519 | 68.9           | 339        | 258           | 81            | 3348                     | 103                  | 164        | 364        | 108        |
| 2021                                                                            | 1 131 415            | 1 642 330 | 68.9           | 303        | 246           | 57            | 3734                     | 104                  | 120        | 324        | 106        |
| Fuente: Catholic-Hierarchy, que a su vez toma los datos del Anuario Pontificio. |                      |           |                |            |               |               |                          |                      |            |            |            |

## Episcopologio
- Alexis-Armand Charost † (21 de noviembre de 1913-18 de junio de 1920 nombrado arzobispo coadjutor de Rennes[nota 1])
- Hector-Raphaël Quilliet † (18 de junio de 1920-23 de marzo de 1928 renunció[nota 2])
- Achille Liénart † (6 de octubre de 1928-7 de marzo de 1968 retirado)
- Adrien-Edmond-Maurice Gand † (7 de marzo de 1968 por sucesión-13 de agosto de 1983 retirado)
- Jean-Félix-Albert-Marie Vilnet † (13 de agosto de 1983-2 de julio de 1998 retirado)
- Gérard Denis Auguste Defois (2 de julio de 1998-1 de febrero de 2008 retirado)
- Laurent Ulrich (1 de febrero de 2008-26 de abril de 2022 nombrado arzobispo de París)
- Laurent Le Boulc'h, desde el 1 de abril de 2023